# Пірстон (Індіана)
Пірстон (англ. Pierceton) — місто (англ. town) в США, в окрузі Косцюшко штату Індіана. Населення — 928 осіб (2020).

## Географія
Пірстон розташований за координатами 41°11′56″ пн. ш. 85°42′11″ зх. д. / 41.19889° пн. ш. 85.70306° зх. д. (41.198778, -85.703125).  За даними Бюро перепису населення США в 2010 році місто мало площу 3,11 км², з яких 3,10 км² — суходіл та 0,00 км² — водойми.

## Демографія
Згідно з переписом 2010 року, у місті мешкало 1015 осіб у 397 домогосподарствах у складі 271 родини. Густота населення становила 327 осіб/км².  Було 432 помешкання (139/км²).
Расовий склад населення:
| - 96,8 % — білих - 0,3 % — корінних американців - 0,2 % — азіатів - 1,3 % — осіб інших рас |

До двох чи більше рас належало 1,4 %. Частка іспаномовних становила 6,1 % від усіх жителів.
За віковим діапазоном населення розподілялося таким чином: 28,5 % — особи молодші 18 років, 58,3 % — особи у віці 18—64 років, 13,2 % — особи у віці 65 років та старші. Медіана віку мешканця становила 35,7 року. На 100 осіб жіночої статі у місті припадало 91,9 чоловіків;  на 100 жінок у віці від 18 років та старших — 94,6 чоловіків також старших 18 років.
Середній дохід на одне домашнє господарство  становив 48 745 доларів США (медіана — 46 875), а середній дохід на одну сім'ю — 54 504 долари (медіана — 57 083). Медіана доходів становила 44 875 доларів для чоловіків та 39 875 доларів для жінок. За межею бідності перебувало 18,1 % осіб, у тому числі 26,0 % дітей у віці до 18 років та 3,2 % осіб у віці 65 років та старших.
Цивільне працевлаштоване населення становило 473 особи. Основні галузі зайнятості: виробництво — 40,4 %, освіта, охорона здоров'я та соціальна допомога — 18,8 %, роздрібна торгівля — 11,2 %, науковці, спеціалісти, менеджери — 3,8 %.